# 1585 Union
1585 Union este un asteroid din centura principală, descoperit pe 7 septembrie 1947, de Ernest Johnson.